# Kathedrale von Amiens
Die Kathedrale von Amiens (französisch Cathédrale Notre-Dame d’Amiens, deutsch Kathedrale Unserer Lieben Frau zu Amiens) ist eine gotische Kirche in Amiens in Frankreich, die im Jahre 1854 durch Papst Pius IX. zur Basilica minor erhoben wurde. Das im Jahr 1862 als Monument historique klassifizierte, im Jahr 1981 in die Liste des Weltkulturerbes der UNESCO aufgenommene Kulturdenkmal ist seit 1998 auch Teil des Weltkulturerbes „Jakobsweg in Frankreich“. Der Sakralbau besitzt das (abgesehen von der niemals vollendeten Kathedrale von Beauvais) höchste Mittelschiffgewölbe aller französischen Kathedralen (42,30 m), berühmte Bauplastik und eine beeindruckende Westfassade. Anders als bei den meisten anderen Kirchen des Mittelalters wurde ihre Errichtung nicht mit dem Chor, sondern mit dem Langhaus begonnen.
Architekturgeschichtlich ist Notre-Dame d’Amiens neben Notre-Dame de Reims die zweite klassische Kathedrale der französischen Hochgotik des 13. Jahrhunderts. Die Rolle als Vorbild für den Kölner Dom trifft bei genauer Betrachtung nur für die Chöre zu, der Kölner, acht Jahre nach dem Amienser begonnen, beginnt ebenfalls fünfschiffig und hat ebenfalls ein befenstertes Triforium. Das 1220 bis 1230 errichtete Amienser Langhaus gehört noch einer älteren Stilphase an. In den Westfassaden haben allein die Portalgruppen eine gewisse Ähnlichkeit; die Kölner Fassade hat kein Rosenfenster und keine Zwerggalerie, die in Amiens kein Obergeschoss mit hohen Maßwerkfenstern, und die Kölner Westtürme sind doppelt so breit wie die Amienser. Diese Unterschiede sind schon dem um 1320 gezeichneten Kölner Fassadenplan zu entnehmen. Als von Amiens inspiriert gilt auch die neugotische St. Patrick’s Cathedral in New York City.

## Baugeschichte

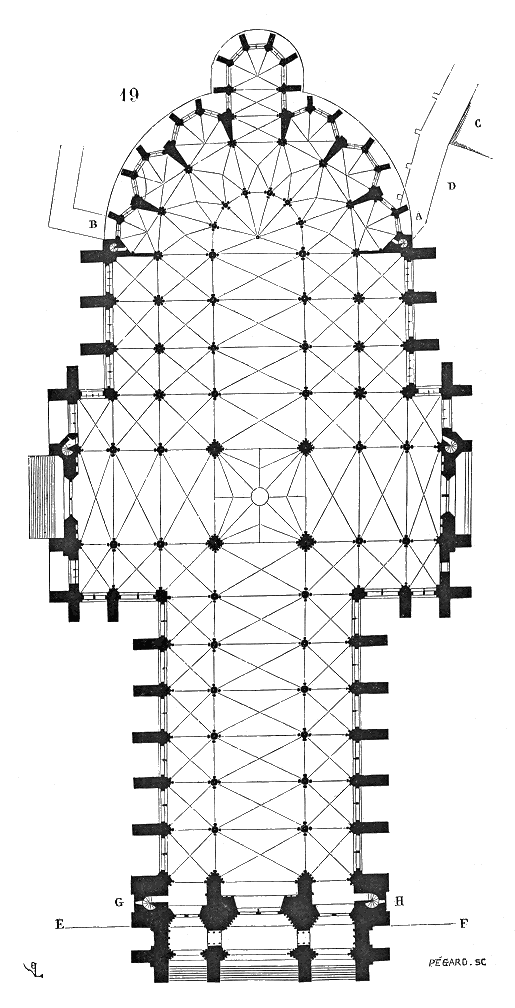
Grundriss im 13. Jh., ohne die später angefügten Kapellen

Die Kathedrale von Amiens steht an der Stelle einer älteren Kirche, von der lediglich bekannt ist, dass sie, nach einem Brand 1137 neu errichtet und 1152 geweiht, im Jahr 1218 durch einen neuen Brand zerstört wurde. Dieser war ein – beinahe willkommener – Anlass für einen Neubau, der die ursprüngliche Grundfläche noch einmal erweiterte, sodass der Chor eigentlich in der damaligen Stadtmauer stand. Auf Veranlassung von Bischof Evrard de Fouilloy wurde der Neubau unter Zustimmung von Klerus und Volk beschlossen. Tonangebend für diesen Bau war unter anderem der Gedanke, die Extravaganzen, wie sie bei der Kathedrale von Reims und Chartres zu finden sind, abzustreifen. Mit der Ausführung wurde der Baumeister Robert de Luzarches beauftragt, von dem heute angenommen wird, dass er mit großer Wahrscheinlichkeit am Bau der Kathedrale Notre-Dame de Paris geschult wurde. Im Jahre 1220 legte Bischof Evrard den Grundstein. Robert de Luzarches baute nach einem gezeichneten Plan, was für die damalige Zeit eine Neuerung war. Zuerst wurde das Langhaus mit der Westfassade gebaut, weil der Platz für die Erweiterung nach Osten noch nicht zur Verfügung stand. Üblich war damals der Baubeginn im Osten; zuerst sollten Sanktuarium und Chorbereich für die Feier der Liturgie errichtet werden. Die von 1220 bis 1236 errichteten Gebäudeteile werden noch dem Gothique classique zugerechnet, weil die Triforien noch keine Fenster haben.
1236 wurde mit den östlichen Teilen begonnen. Zwischen 1240 und 1258 ruhte der Bau aus Geldmangel, erst der Chorumgang war schon gebaut. Er wurde von den Baumeistern Thomas de Cormont und seinem Sohn Renaut vollendet und wird mit seinen befensterten Triforien dem Gothique rayonnant zugerechnet.
Später wurden, außer dem Bau der Seitenkapellen, zwischen 1292 und 1375 die Arbeiten an der Hauptfassade oberhalb der Rose zeitgleich mit dem Südturm im Jahre 1366 vollendet. Der höhere Nordturm sollte erst zum Anfang des 15. Jahrhunderts fertig werden. Der Vierungsturm (Dachreiter) stammt aus dem 16. Jahrhundert.
Die enorme Geschwindigkeit der Baudurchführung wurde durch die Rationalisierung der Steinmetzerei erreicht, die erstmals serienmäßig Quadersteine nach einer kleinen Anzahl von Modellen herstellte und nicht mehr jeden Stein einzeln vor Ort einpassen musste. Dadurch ergab sich die Möglichkeit, die Steine auf einer wetterfesten Nebenbaustelle zurechtzuhauen, wodurch das ganze Jahr über gearbeitet werden konnte. Das führte zu einer Typisierung der Bauelemente, das heißt die zu versetzenden Steine wurden in zunehmendem Maße genormt, so dass sie mit den neuen Maschinen, die noch hinzukamen, auch schneller und reibungsloser versetzt werden konnten.
Der heutige Zustand des Bauwerks ist das Ergebnis von Umbauten des 18. Jahrhunderts. So wurde beispielsweise der Chorraum den liturgischen Gegebenheiten angepasst, eine Kanzel und Bestuhlung eingebaut. Im 19. Jahrhundert war François-Auguste Cheussey 1816 bis 1848 als Diözesanbaumeister an der Kathedrale tätig.
Seelsorgerisch wird die Pfarrgemeinde, zu der die Kathedrale gehört, seit 2017 von Priestern der Gemeinschaft Sankt Martin betreut.

## Bauwerk

### Dimensionen und Maße

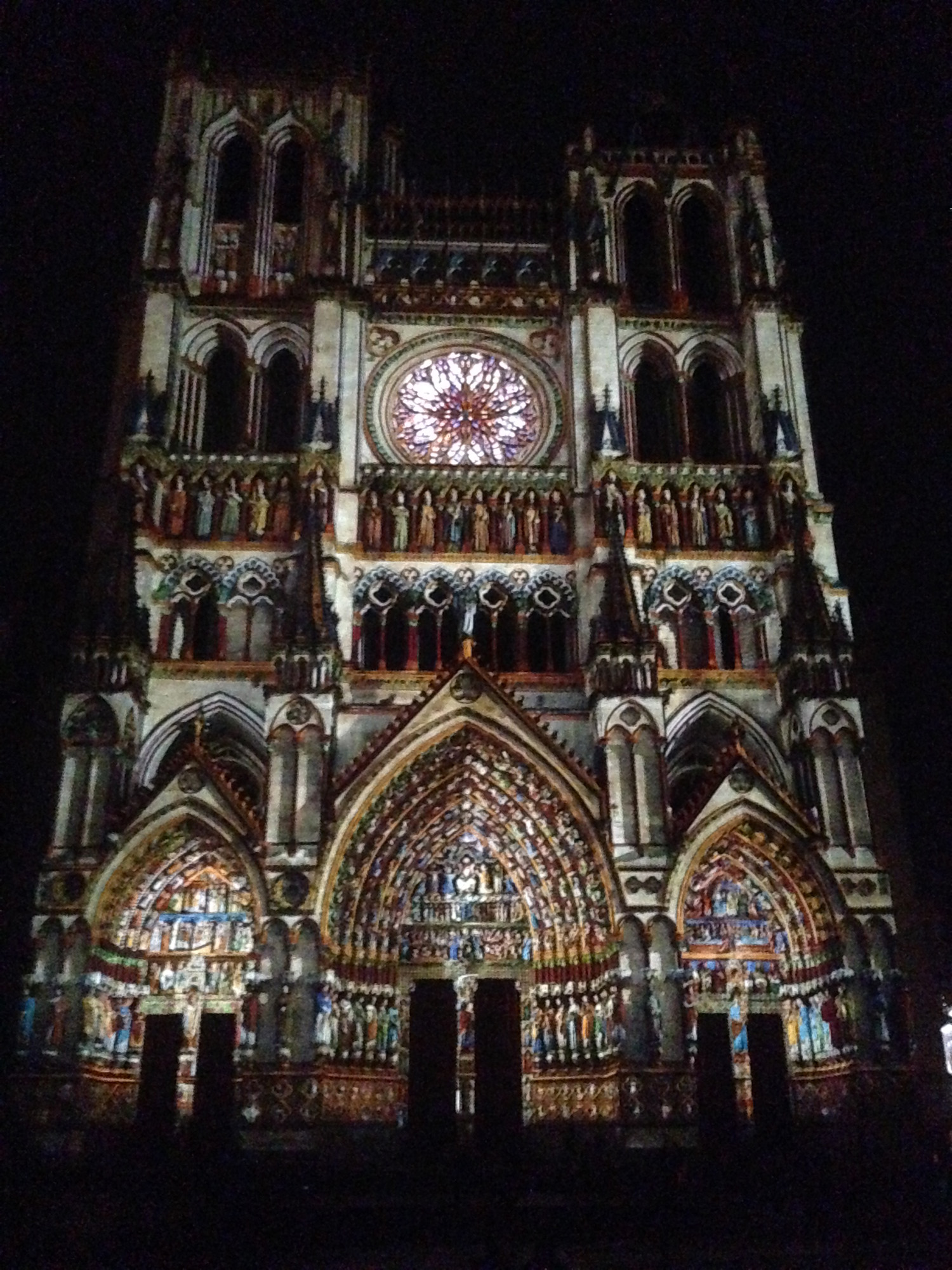
Westfassade bei nächtlicher Illumination

Die Kathedrale von Amiens ist heute das größte französische Kirchengebäude des Mittelalters. Die Länge beträgt außen 145 Meter, innen 133,50 Meter. Vom Boden bis zum Schlussstein ist die Kirche 42,30 Meter hoch. Zur Zeit ihrer Erbauer war sie der höchste Kirchenraum der Welt. Dies forderte Bischof und Klerus von Beauvais heraus, und sie bauten ihre Kirche noch höher; 1284 stürzte diese dann ein. Das Mittelschiff ist, von Pfeilerachse zu Pfeilerachse gemessen, 14,60 Meter breit, das Seitenschiff 8,65 Meter. Der Vierungsturm besitzt eine Höhe von 112,70 Metern. Die Länge des Querschiffs beträgt 62 Meter, die Breite 29,30 Meter. Die Fläche, auf der die Kathedrale ruht, hat die Ausmaße von 7700 Quadratmetern, das Volumen beträgt 200.000 Kubikmeter, was dem Doppelten von Notre-Dame de Paris entspricht.
- Äußere Länge: 145 m
- Innere Länge: 133,50 m
- Breite des Schiffes: 14,60 m
- Länge des Querhauses: 70 m
- Höhe des Mittelschiffes: 42,30 m
- Turmhöhe (Dachreiter über der Vierung): 112,70 m
- Fläche der Fassade: 7700 m²
- Raumvolumen: 200.000 m³

### Fundament

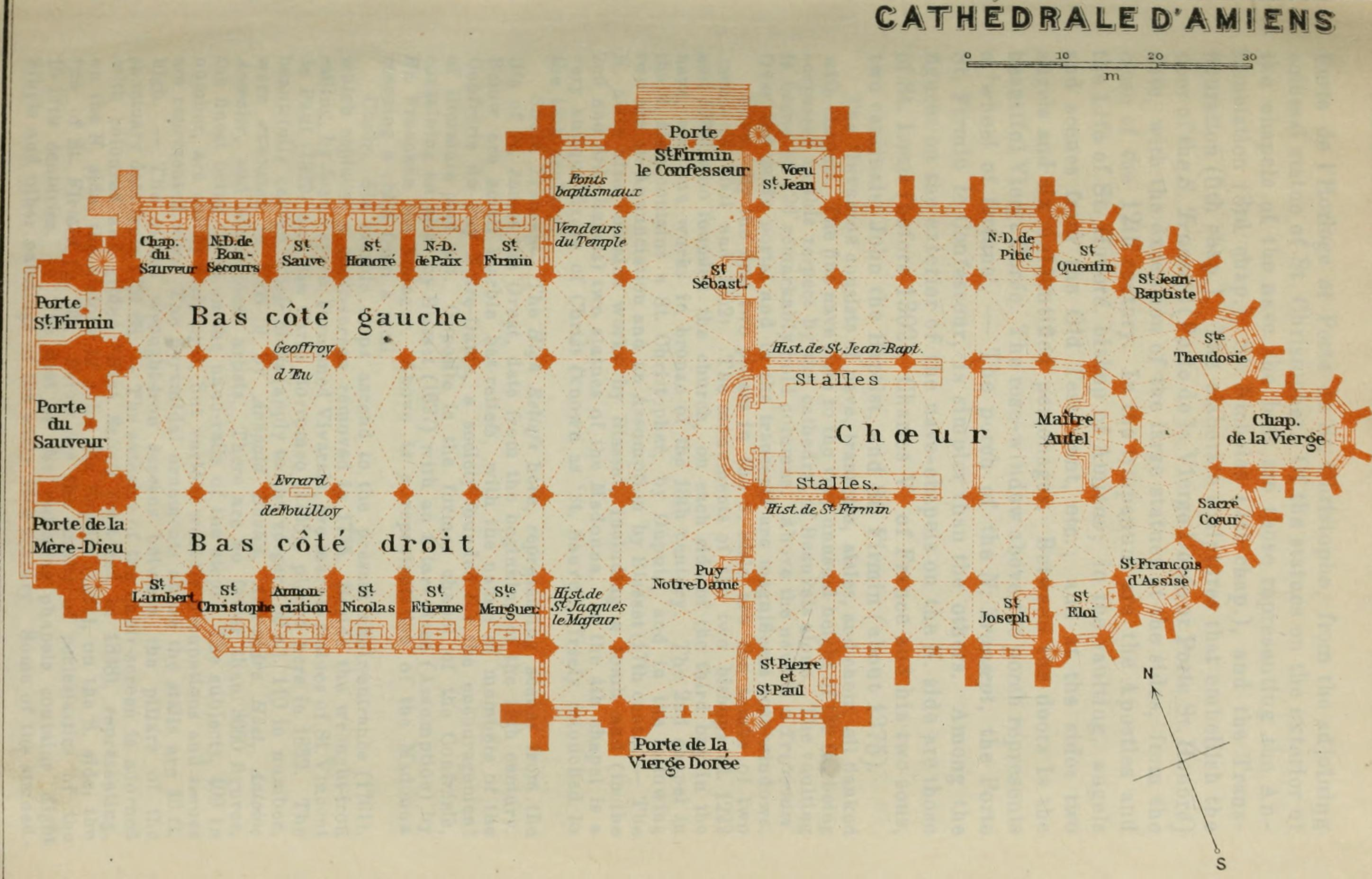
Heutiger Grundriss

Die Fundamente der Amienser Kathedrale reichen durchschnittlich sieben bis neun Meter in die Tiefe und bilden einen Rost, auf dessen Schnittpunkten die Pfeiler stehen. Bei den damals üblichen Einzelfundamenten hätte die Gefahr einer seitlichen Verschiebung bestanden, so waren sie aber versteift auf fester Tonerde aufgemauert. Die Fundamente wurden dann nochmals mit Füllmauerwerk versteift.
Die Abweichungen der Pfeilerabstände betragen maximal ein bis zwei Zentimeter; auf bauliche Genauigkeit und Dauerhaftigkeit der Kathedrale wurde großer Wert gelegt.

### Grundriss
Der heutige Grundriss entstammt großenteils einem Plan von Durand aus dem Jahr 1727.
Die Kathedrale ist ein Longitudinalbau, der im Langhaus dreischiffig ist und im östlichen Chorraum fünfschiffig wird. An die Seitenschiffe der Kathedrale wurden nachträglich im Norden sechs, auf der Südseite fünf Kapellen angebaut, die wie die Seitenschiffjoche einen relativ quadratischen Grundriss aufweisen. Die Mittelschiffjoche sind rechteckig.
Das dreischiffige Querschiff trennt Chor und Langhaus ungefähr mittig; die Vierung ist von vier wesentlich größeren Pfeilern eingerahmt. Das Querschiff ist symmetrisch zur Longitudinalachse und besitzt zu beiden Seiten Portale.
Der Chorbereich ist durch ein paar Stufen leicht erhöht und wird abgeschlossen durch sieben Arkadenbögen, die einen Halbkreis um den Chorraum bilden und mit Metallgittern verschlossen sind. Hinter diesem Arkadenhalbrund befindet sich der Chorumgang, der an sieben als Kapellen benutzte Apsiden vorbeiführt, wobei die mittlere (siehe oben), die der Mutter Gottes geweiht ist, eine Vertiefung in Längsrichtung aufweist und somit zur Hauptapsis aufsteigt.
Die äußeren Seitenschiffe des Chors enden – vom Querschiff aus gesehen – an kleineren Altären.
Besonders markant erscheinen bei der Betrachtung des Grundrisses die sehr groß dimensionierten Strebepfeiler an den Außenwänden, im Vergleich zu den marginalen Wänden und schlanken Bündelpfeilern. Schon vom Grundriss her erkennt man die Absicht des Baumeisters, einen schlanken, filigranen Innenraum zu gestalten.
Die Grundflächen der Türme sind kleiner als bei der Kathedrale von Reims und wesentlich kleiner als bei Notre-Dame de Paris, was anzeigt, dass hier in Amiens keine großen Turmhöhen vorgesehen waren.
Nach der eigentlichen Fertigstellung der Kathedrale wurden an die Seitenschiffe des Langhauses Kapellen angefügt, die sogar über die ursprünglichen Außenkanten der Strebepfeiler hinausragen. Im Grundriss vermindert dies das Übergewicht des fünfschiffigen Chors, aber das Langhaus ist dreischiffig geblieben, weil die Kapellen nicht untereinander verbunden wurden. Bei späteren Kirchenbauten wurden derartige Kapellen von Anfang an angelegt. Sie vermehrten die Einnahmen einer Kirche in doppelter Weise: Für die Anlage zahlten die Stifter, zumeist wohlhabenden Familien oder Handwerkszünfte, einen Kaufpreis an das Domkapitel oder Kollegiat. Zudem zahlten Gläubige eine Gebühr an den Betreiber eines Altars, um dort beten zu dürfen.

### Außenbau

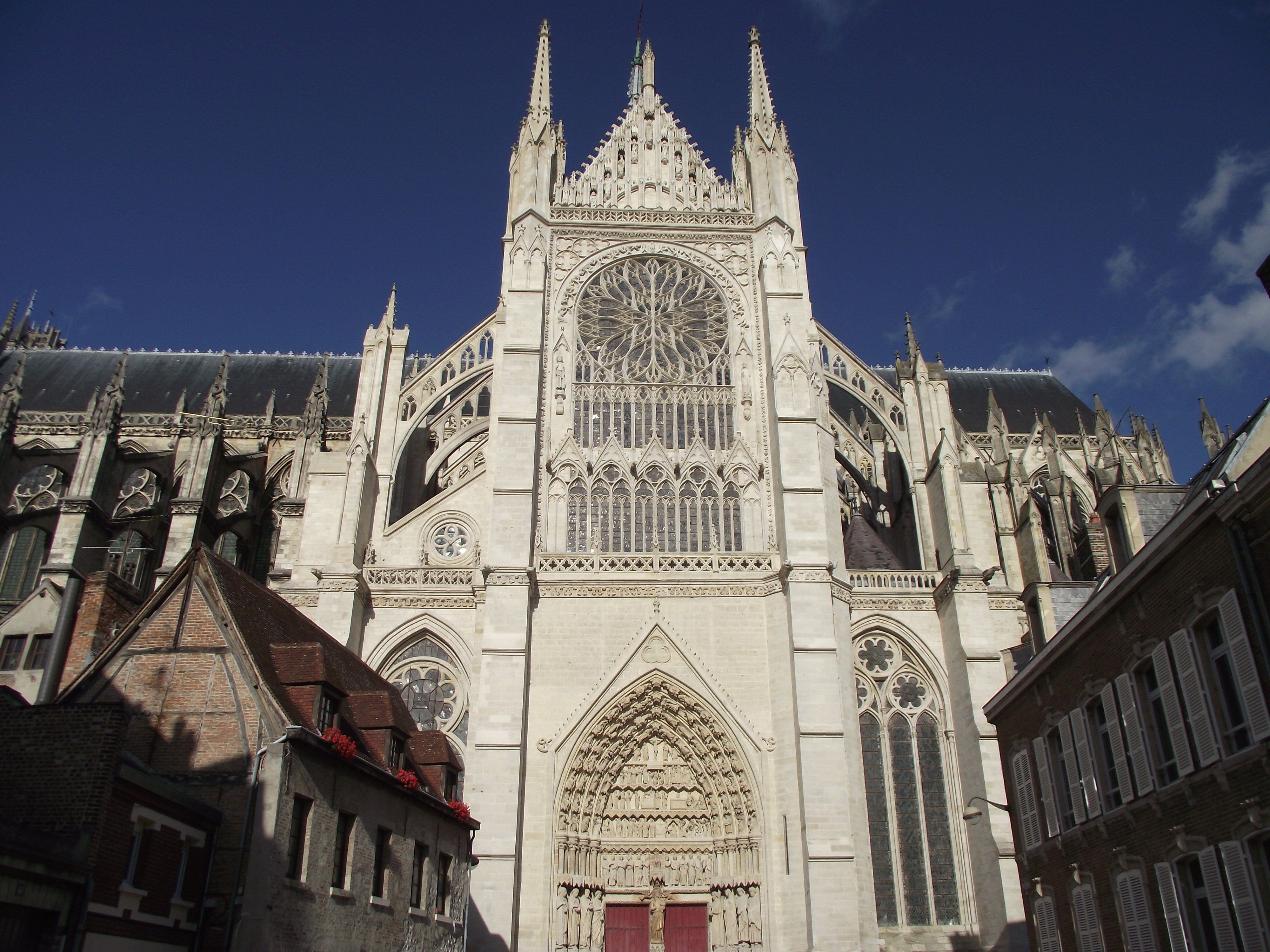
Südquerhaus mit unterschiedlichen Seitenschiffsdächern, wegen der Stilgrenze zwischen Langhaus und Chor

Die Westtürme überragen das Mittelschiff kaum. Der Vierungsturm, obwohl er nur ein leicht gekrümmter Dachreiter ist, ragt wesentlich höher. Das Hauptportal befindet sich an der Westfassade, die drei Tore mit aufwändigen Gewänden und Wimpergen sind höhengestaffelt, der mittlere Eingang zudem doppelt so breit wie die seitlichen. Das Maßwerk des Westrose ist erkennbar jünger als das der Zwerggalerie. An den Seiten der Kirche ist der Unterschied zwischen den älteren Triforien des Langhauses und den jüngeren des Chors auch von außen zu erkennen, nicht zuletzt an den Unterschieden zwischen westlichen und östlichen Seitenschiffen der Querhäuser.

#### Westfassade
In Abweichung vom üblichen Bauablauf wurde in Amiens beim Bau der Kathedrale mit dem Langhaus begonnen und nicht mit dem Ostchor.
Verglichen mit Notre-Dame de Paris steht die Westfassade vor einem höheren Kirchenschiff, aber die Türme sind nur halb so breit.
Ungeachtet dieser unterschiedlichen Proportionen ist die Aufteilung ähnlich: Die große Fensterrose liegt weit oben, günstig für die Ausleuchtung des Mittelschiffs. Die Königsgalerie liegt darunter, günstig für die Erkennbarkeit der Skulpturen. Abweichend von der Pariser Kathedrale wurden die Portale mit Wimpergen geschmückt und zwischen Portalzone und Königsgalerie eine Zwerggalerie eingefügt. Die Wimperge entsprechen der zunehmenden Freude an Prachtentfaltung. Die Zwerggalerie ermöglichte es, ohne kahle Wandfläche die Königsgalerie so hoch zu legen, dass sie nicht von den Wimpergen verdeckt wurde. Diese Fassade bietet den größten Reichtum an Statuen, seit ihrer Entstehung in ihrer vollkommenen Ordnung erhalten sind.

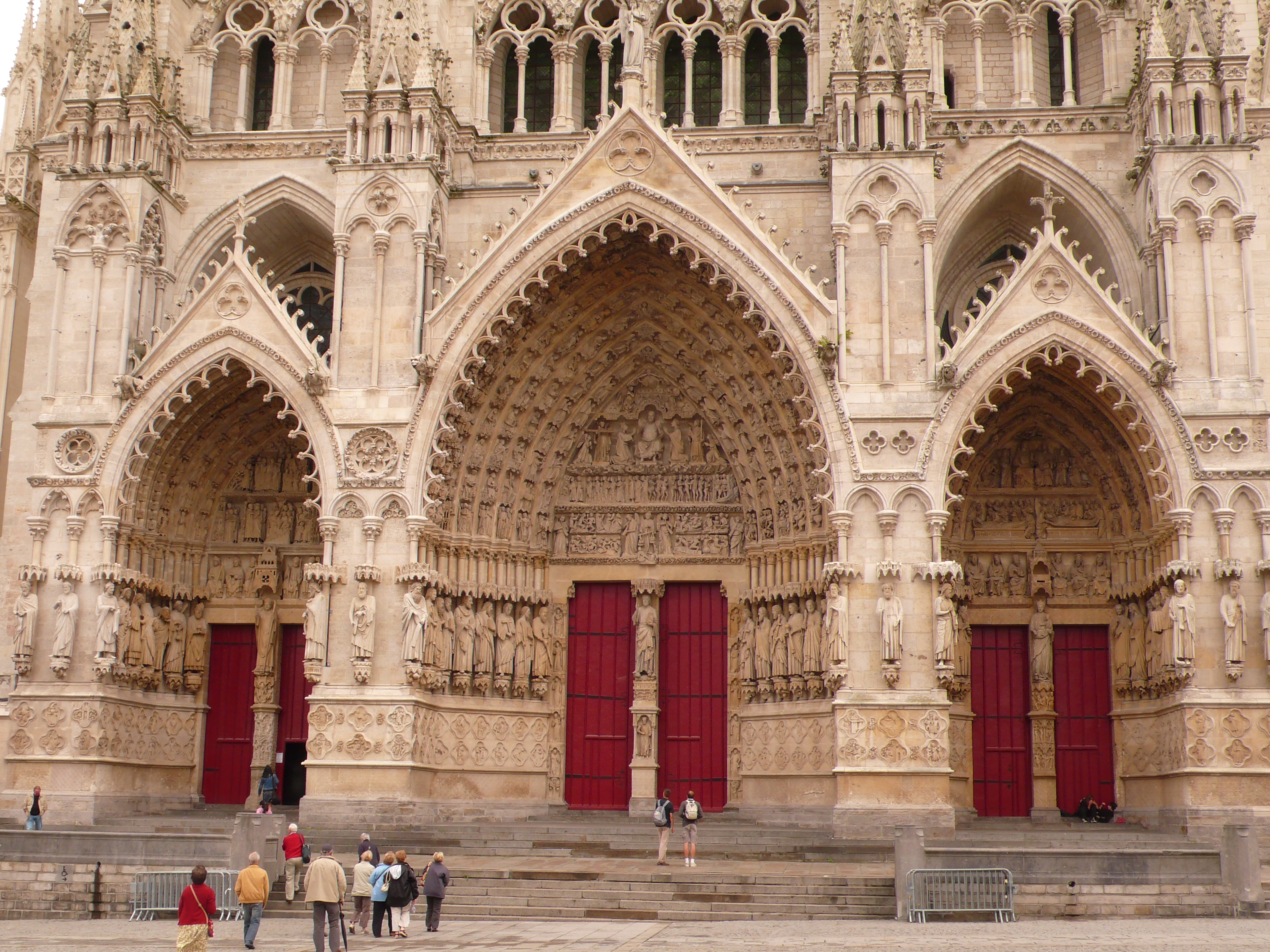
Portalgruppe der Westfassade

Die drei Portale sind in der Größe gestaffelt, hinsichtlich der Türöffnungen, hinsichtlich der Gewände und hinsichtlich der Wimperge. Über den beiden seitlichen Portalen liegt je ein Rundfenster, das fast hinter dem Wimperg verschwindet.
Im Hauptportal, dem sogenannten „Erlöserportal“ stützen Apostel und Propheten die auf den Figuren aufbauenden Spitzbögen, deren Unterseiten mit Girlanden aus Krabben geschmückt sind.
Über den Türstürzen, sind – reich bebildert – die durch Querstreifen in mehrere Felder unterteilten Tympana, die jeweils mit einem Spitzbogen abschließen.
Die Zwerggalerie liegt in gleicher Höhe wie die Triforien im Inneren und ist wie diese mit einer Maßwerkarkade ausgestattet.
Die Königsgalerie darüber wurde um 1230–1235 geschaffen. Die Fensterrose wurde im 16. Jahrhundert erneuert und hat daher Flamboyantmaßwerk. Im Unterschied zur Arkade der Zwerggalerie haben Königsgalerie und die Schallöffnungen der Türme (neben dem Rosenfenster und in den Freigeschossen) kein Maßwerk, obwohl sie jünger als jene sind. Im Mittelalter war die Fassade farbig gestaltet, was bei nächtlichen Illuminationen simuliert wird.

#### Nordseite
Konstruktiv ist der Bau hervorragend von dieser Seite zu überblicken, da sich hier die Strebepfeiler und -bögen am besten einsehen lassen. Auch die geometrische Aufteilung des Obergadens mit den Maßwerkfenstern lässt sich gut erkennen. Die Obergadenfenster des Langhauses sind vierbahnig. Die Bögen sind paarweise zusammengefasst. Der mittlere Pfosten ist stärker und setzt sich zusammen mit den beiden seitlichen nach unten ins Triforium fort (nur von innen sichtbar). In den Zwickeln zwischen untergeordneten Bögen sind Vierpassoculi, im übergeordneten Bogen ist ein Achtpassoculus. Bei dieser Größe kann man bereits von einer Rosette sprechen. Die obere Zone dieser Fenster stellt eine Maßwerkbekrönung dar. Die vielen verschiedenen Maßwerkfenster lassen eine Einzelbetrachtung aus Platzgründen nicht zu.
Die Strebepfeiler schließen oben mit sogenannten Fialen ab, die, verziert mit Krabben, oben in einer Kreuzblume enden. Seitlich kann man Wasserspeier und Wasserschläge beobachten, die zur Abweisung von Regenwasser vom Gebäude weg dienen.
Über dem Erdgeschoss ist ein äußerer Umgang mit Regenrinne zu sehen, hinter dem sich das Seitenschiffdach anschließt. Über dem Pultdach sind die Strebebögen zwischen Stützpfeiler, die aus statischen Gründen noch um einen Pfeiler erweitert wurden, und Strebepfeiler.
Die Gliederung der Südseite entspricht grundsätzlich jener der Nordseite.

#### Umgangschor
Am Chorumgang liegen sieben Radialkapellen. Die Chorscheitelkapelle ist länger als die übrigen. Die Dächer der Kapellen sind achteckig. Vom Südosten aus ebenfalls gut zu sehen sind die Satteldächer des Querschiffs und des Chors sowie der Vierungsturm. Die beiden vorgelagerten Kapellen sind externe Bauten.
Insgesamt zeigt sich beim Gang um die Kathedrale eine gestalterische Abhebung des Chorraumes vom Langhaus. Am Chor sind die Strebebögen und -pfeiler wesentlich aufwendiger gearbeitet.

### Innenraum

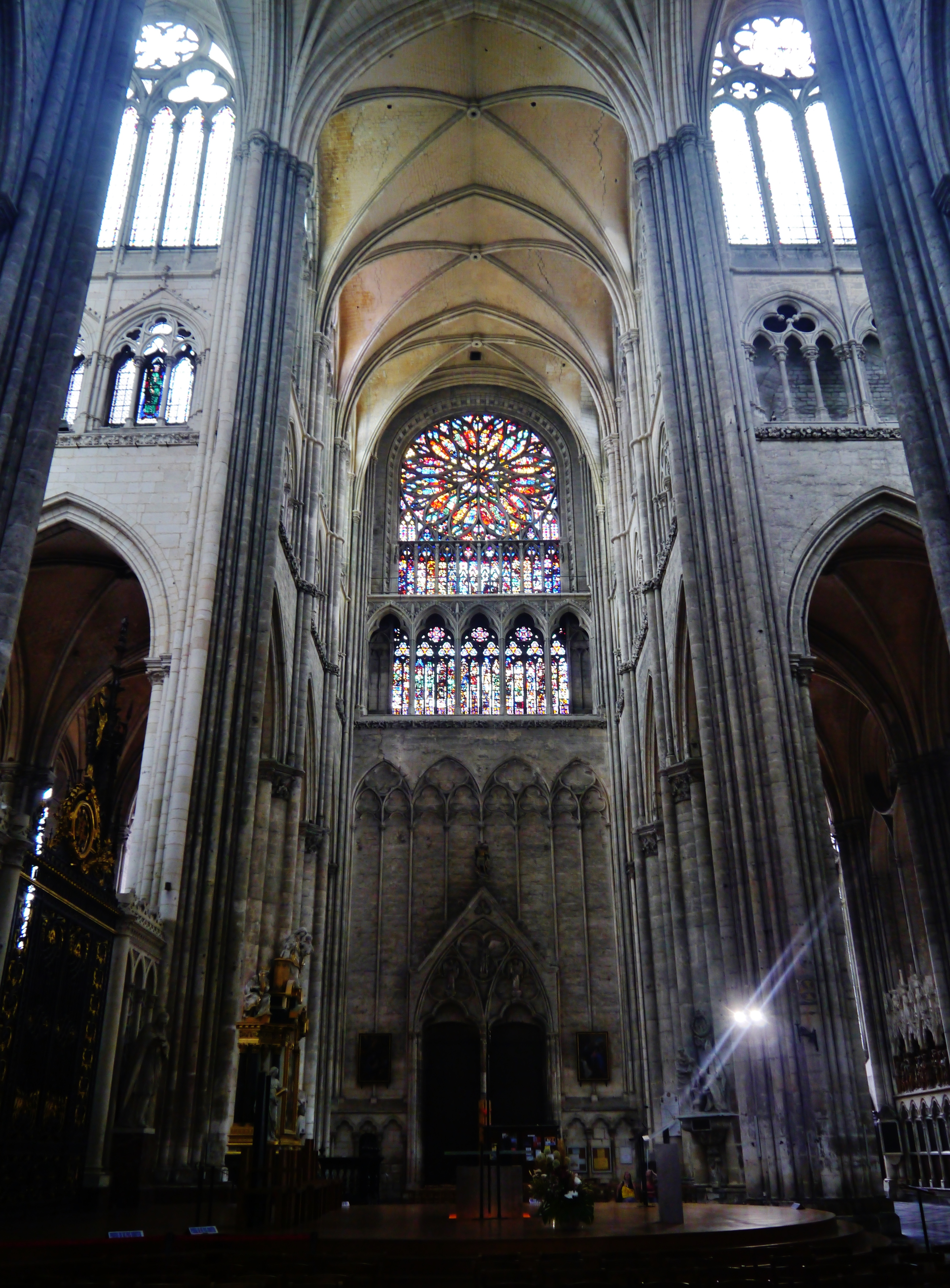
Querhaus nach Süden, rechts Langhaus mit dunklem Triforium, links Chor mit befenstertem Triforium.

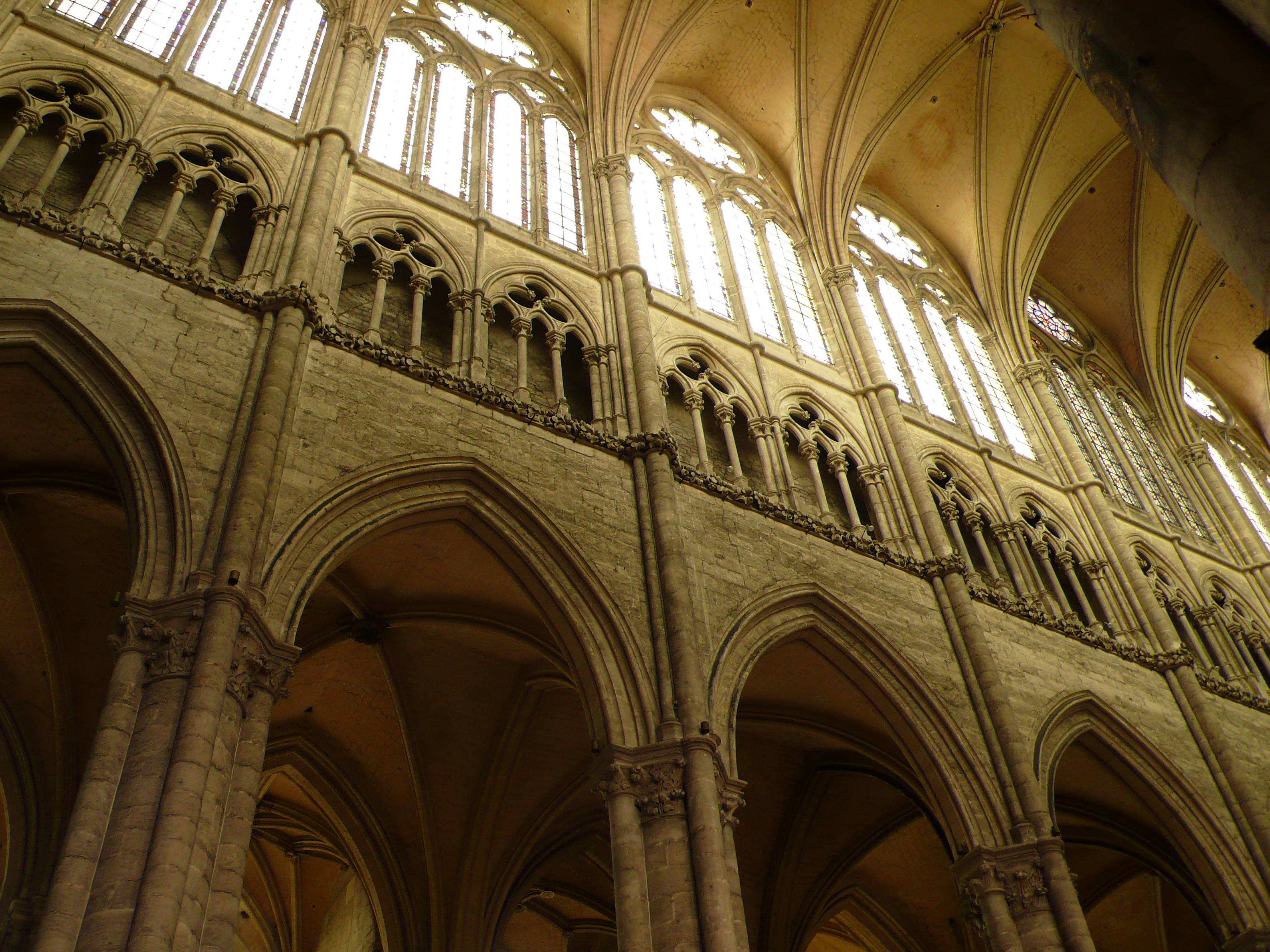
Wandaufriss des Mittelschiffes

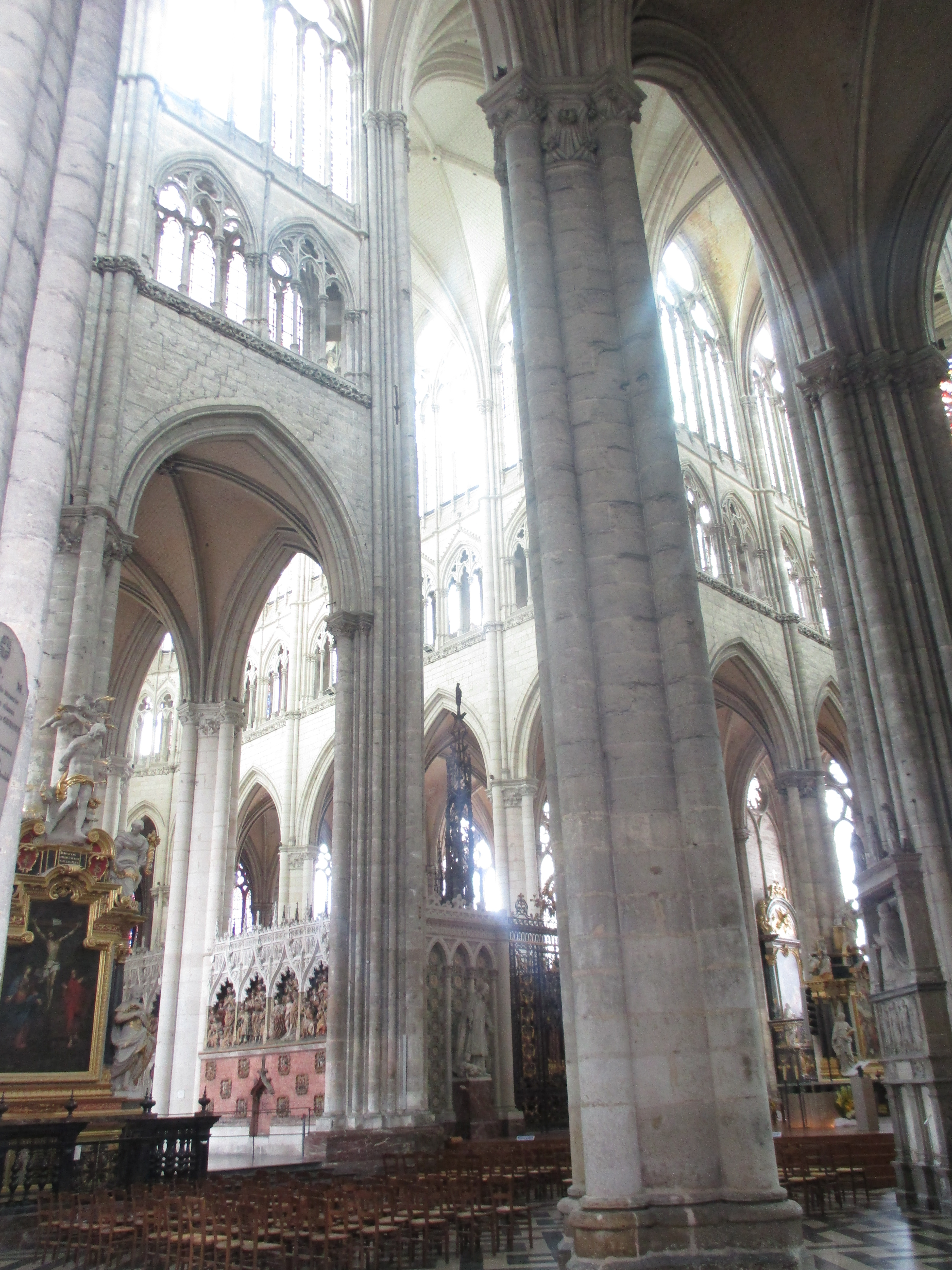
Vierung nach Südosten

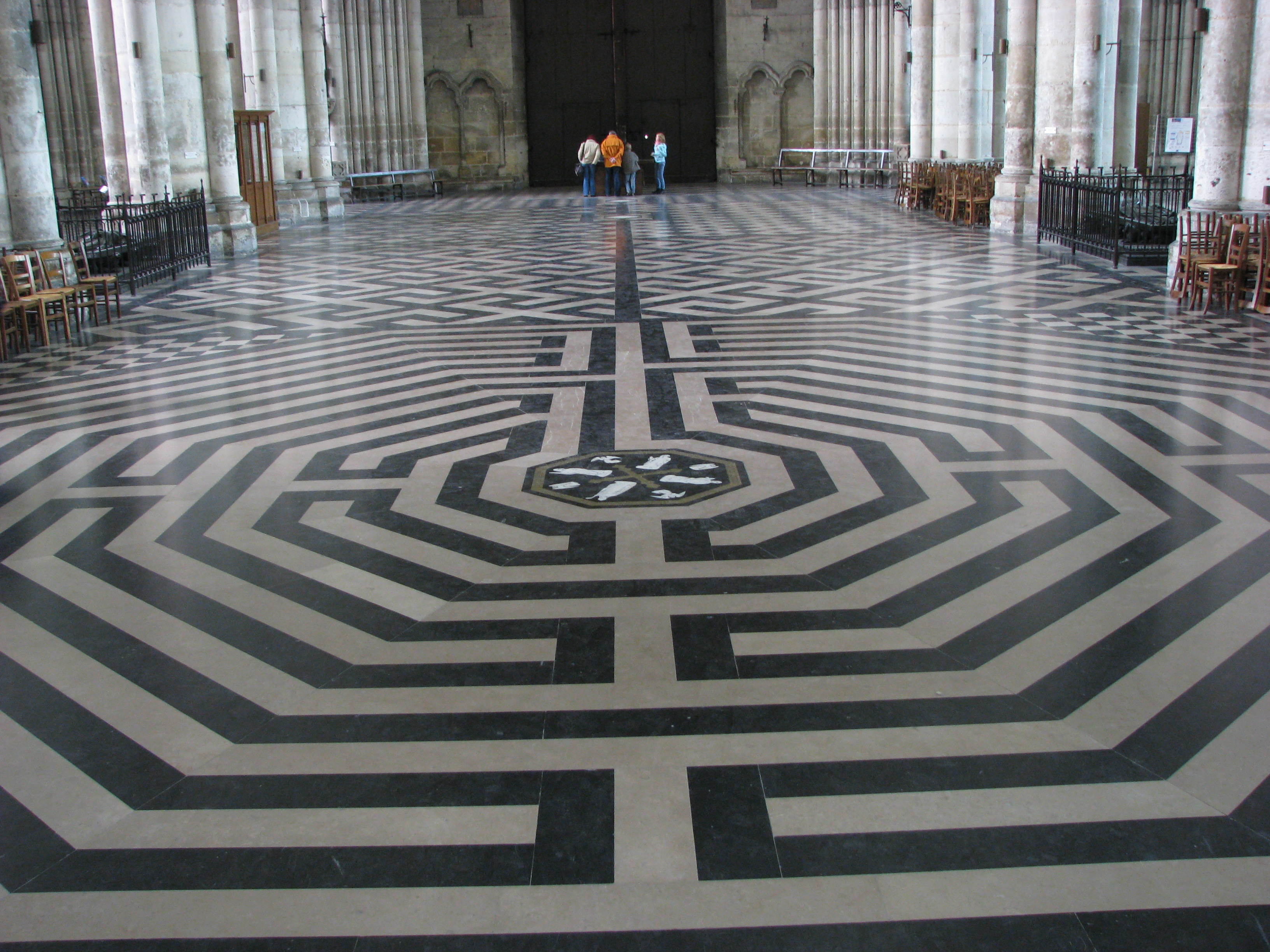
Fußboden-Labyrinth, etwa 12 m × 5 m, 1894–1897 nach dem zerstörten Vorbild von 1288 wiederhergestellt

Der Innenraum bezieht seine Helligkeit vor allem von den großen Maßwerkfenstern des Obergadens. Das Mauerwerk ist dort auf ein Minimum reduziert.
Das Obergadenmaßwerk des Chors und des Querschiffs unterscheidet sich von der des Langhauses. In jenem ist es vierbahnig, in den östlichen Teilen sechsbahnig.
Die Triforien des Langhauses und der Westseiten der Querhäuser haben keine Außenfenster und imponieren daher als dunkle Laufgänge. Die Triforien des Chors und der Ostseiten der haben Fenster, was den Glasanteil der Außenwände noch weiter erhöht. Die Arkaden der Triforien sind an den Längsseiten mit dreibahnigem Plattenmaßwerk ausgestattet. Im Langhaus gibt es jeweils über allen drei Bahnen zusammen ein Scheitelfeld mit einem stark gelappten Dreipass. In den entsprechenden Maßwerken des Chortriforiums hat jede Bahn ihr eigenes Scheitelfeld. Im Chorpolygon haben die Triforiusarkaden voll ausgebildetes Maßwerk, ganz ohne Platten.
Die Arkaden zu den Seitenschiffen beiderseits des Mittelschiffs und um den Binnenchor sind so hoch wie die beiden darüber liegenden Geschosse zusammen. Die Bündelpfeiler (auch: kantonierten Pfeiler) stehen auf Sockel und Basis. Von den Kapitellen aus steigen alte Dienste zum Gurtbogen und junge Dienste zu den Kreuzrippen auf. Die durchlaufenden Dienste des Mittelschiffs und des Binnenchors laufen ohne zwischengeschaltete Kapitelle von den Pfeilerbasen bis zu den Kämpfern der Gewölbe durch, wie schon seit der Erneuerung von 1231 bis 1245 im Chor von Saint-Denis, aber im Unterschied zur Kathedrale von Reims. Dadurch wird die Senkrechte besonders stark betont.
Über den Arkadenbögen des Mittel- und Querschiffes zieht sich ein Blätterprofil umlaufend um die gesamte Kathedrale.
Der Boden ist ornamental mit hellen und dunklen Steinfliesen belegt. Besonders beachtenswert ist die Gestaltung des Labyrinths, einer Erinnerungstafel zu Ehren der Erbauer und Baumeister der Kathedrale im Zentrum des Langhauses. Leute, die sich die Pilgerfahrt nach Jerusalem nicht leisten konnten (also fast alle), konnten mit dem Abgehen und Beten auf dem Labyrinth einen Ablass erhalten. Die Kreuzrippenjoche des Langhauses sind etwas breiter als die des Querhauses. In der Vierung bilden sie ein Sterngewölbe. Allgegenwärtig sind in der Kathedrale die groß dimensionierten Fensterrosen über dem Hauptportal und den Seiteneingängen des Querhauses.
Im Chorumgang, direkt hinter dem Altar, befindet sich das Grabmal des Kanonikers Guilain Lucas († 1628), auf dem die berühmte Statue des Weinenden Engels von Nicolas Blasset zu sehen ist. Die Statue war vor allem im 19. Jahrhundert bei der lokalen Bevölkerung sehr beliebt. Während des Ersten Weltkrieges diente der Engel als beliebtes Motiv auf Postkarten, die britische Soldaten in die Heimat an ihre Familien schickten.

## Orgel

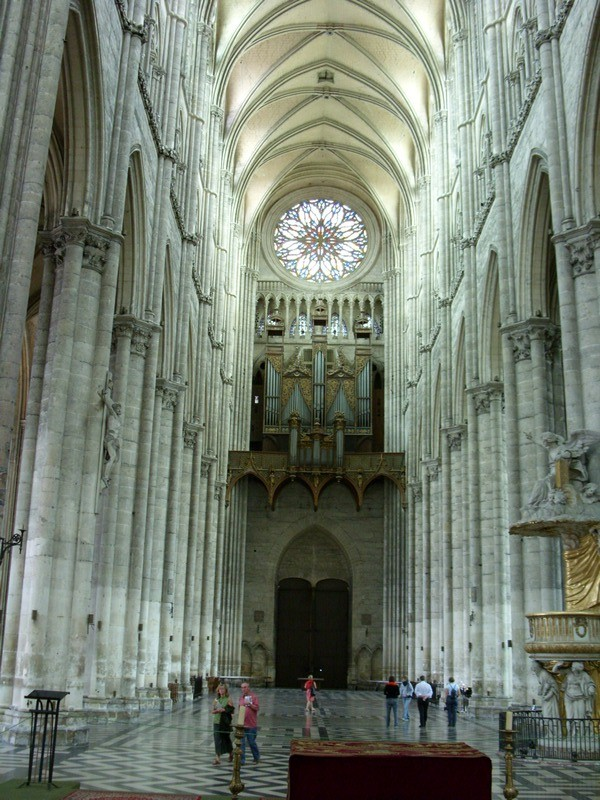
Blick durch das Langhaus auf die Orgel

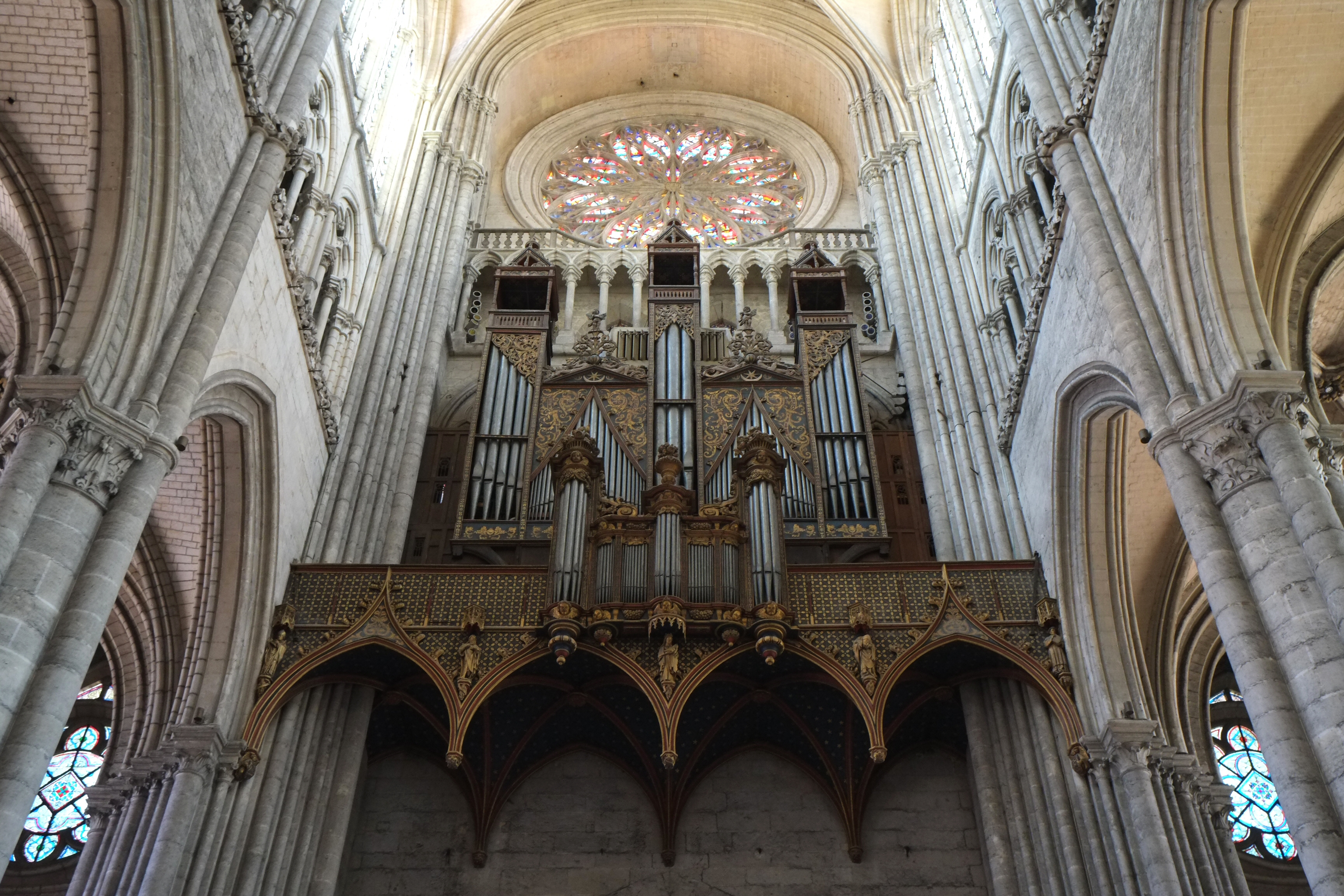
Orgelprospekt

Die erste Orgel wurde 1429 auf der neu errichteten Westempore errichtet. Dieses Instrument wurde mehrfach umgebaut und erweitert. In den Jahren 1887–1889 wurde das Instrument von der Orgelbaufirma Cavaillé-Coll reorganisiert, wobei auch zwei Manualwerke (Grand Orgue, Récit) mit Barker-Maschinen ausgestattet wurden. 1936 wurde das Pedalwerk erweitert, 1965 wurde die Disposition von Grand Orgue und Pedal letztmals verändert. Das Instrument hat heute 57 Register auf drei Manualen und Pedal. Die Spieltrakturen sind mechanisch.
| I Positif de Dos C–g3 |                 |         |
| 01.                   | Montre          | 08′     |
| 02.                   | Bourdon         | 08′     |
| 03.                   | Flûte à fuseau0 | 08′     |
| 04.                   | Prestant        | 04′     |
| 05.                   | Flûte douce     | 04′     |
| 06.                   | Nazard          | 02 ⁄3′  |
| 07.                   | Quarte          | 02′     |
| 08.                   | Tierce          | 01 3⁄5′ |
| 09.                   | Fourniture IV   |         |
| 10.                   | Trompette       | 08′     |
| 11.                   | Cromorne        | 08′     |
| 12.                   | Clairon         | 04′     |

| II Grand Orgue C–g3 |                  |        |
| 13.                 | Montre           | 16′    |
| 14.                 | Bourdon          | 16′    |
| 15.                 | Montre           | 08′    |
| 16.                 | Bourdon          | 08′    |
| 17.                 | Flûte harmonique | 08′    |
| 18.                 | Diapason         | 08′    |
| 19.                 | Salicional       | 08′    |
| 20.                 | Prestant         | 04′    |
| 21.                 | Flûte            | 04′    |
| 22.                 | Nazard           | 02 ⁄3′ |
| 23.                 | Doublette        | 02′    |
| 24.                 | Cornet V         |        |
| 25.                 | Fourniture VI0   |        |
| 26.                 | Cymbale IV       |        |
| 27.                 | Bombarde         | 16′    |
| 28.                 | Trompette        | 08′    |
| 29.                 | Clairon          | 04′    |

| III Recit expressif C–g3 |                   |     |
| 30.                      | Quintaton         | 16′ |
| 31.                      | Diapason Flûte    | 08′ |
| 32.                      | Cor de nuit       | 08′ |
| 33.                      | Gambe             | 08′ |
| 34.                      | Voix céleste      | 08′ |
| 35.                      | Prestant          | 04′ |
| 36.                      | Flûte à cheminée0 | 04′ |
| 37.                      | Octavin           | 02′ |
| 38.                      | Cornet V          |     |
| 39.                      | Cymbale IV        |     |
| 40.                      | Bombarde          | 16′ |
| 41.                      | Trompette         | 08′ |
| 42.                      | Basson-Hautbois   | 08′ |
| 43.                      | Voix humaine      | 08′ |
| 44.                      | Clairon           | 04′ |
|                          | Tremolo           |     |

| Pédale C–f1 |                |     |
| 45.         | Bourdon        | 32′ |
| 46.         | Principal      | 16′ |
| 47.         | Contrebasse    | 16′ |
| 48.         | Soubasse       | 16′ |
| 49.         | Principal      | 08′ |
| 50.         | Bourdon        | 08′ |
| 51.         | Flûte          | 08′ |
| 52.         | Prestant       | 04′ |
| 53.         | Flûte          | 04′ |
| 54.         | Fourniture IV0 |     |
| 55.         | Bombarde       | 16′ |
| 56.         | Trompette      | 08′ |
| 57.         | Clairon        | 04′ |

- Koppeln:
  - Normalkoppeln I/II, III/II, I/P, II/P, III/P
  - Suboktavkoppeln: I/II, II/II, III/II

## Glocken
Die Kathedrale verfügt über neun Glocken. Drei von ihnen dienen als Schlagglocken für den Uhrschlag. Die vier kleinsten Glocken bilden ein einheitliches kleines Geläut, das separat im Südturm hängt. Der Nordturm beinhaltet die beiden großen Bourdons Marie und Firmine-Mathilde.
| Nr. | Name (Funktion)               | Gussjahr | Gießer                | Schlagton (ca.) | Turm       |
| 1   | Marie                         | 1736     | Philippe Cavillier    | as0             | Nord, oben |
| 2   | Firmine-Mathilde              | 1903     | Bolleé                | b0              | Nord, oben |
| 3   | Caroline-Bathilde             | 1833     | Apollinaire Cavillier | as1             | Süd, oben  |
| 4   | Angelusglocke                 | 1609     | Melchior Guérin       | b1              | Süd, oben  |
| 5   | Antoinette-Judith             | 1833     | Apollinaire Cavillier | c2              | Süd, oben  |
| 6   | Louise-Lucie                  | 1833     | Apollinaire Cavillier | des2            | Süd, oben  |
| I   | Stundenglocke                 | 1546     | Melchior Guérin       | es1             | Süd, Dach  |
| II  | Kleinere Viertelstundenglocke | 1588     |                       | g2              | Süd, Dach  |
| III | Größere Viertelstundenglocke  | 1588     |                       | a2              | Süd, Dach  |